# ASG (gruppo musicale)
Gli ASG sono un gruppo musicale southern rock originario di Wilmington (Carolina del Nord).

La band è formata da Jason Shi cantante e chitarrista, Andy Ellis bassista, Scott Key alla batteria e Johan Citty alla chitarra solista. La loro etichetta discografica è la Volcom Entertainment.

## Storia
Gli ASG cominciarono a suonare con il nome di All System Go, successivamente modificato in ASG una volta scoperto che già un'altra band utilizzava quel nome. Gli ASG registrarono l'omonimo album di debutto nel 2002 e dopo l'uscita dell'album presero contatti con la Volcom Entertainment che gli organizzò un tour per la sponsorizzazione dell'album.
Nel 2003 pubblicarono il loro secondo album, The Amplification of Self-Gratification, a cui seguì il relativo tour per la promozione. Nello stesso anno, inoltre, parteciparono al Vans Warped Tour. Concluso il tour si recarono a Los Angeles dove registrarono il loro terzo album, Feeling Good Is Good Enough, prodotto da Matt Hyde.
Alcune tracce dei loro album sono state utilizzate in alcuni programmi su MTV, come per esempio Viva La Bam, oppure come sottofondo per videoclip di snowboard, surf e skateboard.
Gli ASG hanno partecipato a tour assieme a band come CKY, Torche e Revolution Mother.

## Formazione
- Jason Shi - voce e chitarra ritmica
- Johan Citty - chitarra solista
- Andy Ellis - basso
- Scott Key - batteria

## Discografia
- 2002 - ASG
- 2003 - The Amplification of Self-Gratification
- 2005 - Feeling Good Is Good Enough
- 2007 - Win Us Over
- 2009 - Low Country (split con Black Tusk)
- 2013 - Blood Drive
- 2018 - Survive Sunrise

## Curiosità
Il singolo Dream Song dell'album Win Us Over è stato utilizzato nei titoli di coda del videogioco Splatterhouse(remake) per Xbox360 e Ps3.